# Дмитрієв Іван Миколайович
Іван Миколайович Дмитрієв (17 листопада 1920, тепер Російська Федерація — 29 січня 1992, місто Москва) — радянський діяч, завідувач відділу будівництва ЦК КПРС, заступник голови Ради міністрів Російської РФСР. Член Центральної Ревізійної комісії КПРС у 1971—1981 роках. Кандидат у члени ЦК КПРС у 1981—1990 роках. Депутат Верховної Ради Росіійської РФСР 8—11-го скликань.

## Життєпис
У 1940 році закінчив Чорноріченський хімічний технікум Горьковської області.
У 1940—1943 роках — апаратник, начальник зміни, механік відділення, начальник відділення цеху Чорноріченського хімічного заводу імені Калініна Горьковської області.
У 1943—1948 роках — студент Горьковського інженерно-будівельного інституту імені Чкалова.
Член ВКП(б) з 1945 року.
У 1948—1958 роках — старший майстер, виконроб, головний інженер, начальник управління на будівництві Горьковської ГЕС.
У 1958—1964 роках — керуючий будівельно-монтажного тресту № 4 міста Дзержинська Горьковської області.
У 1964—1969 роках — секретар Горьковського обласного комітету КПРС.
У квітні 1969 — 11 квітня 1985 року — завідувач відділу будівництва ЦК КПРС.
26 березня 1985 — 26 червня 1987 року — заступник голови Ради міністрів Російської РФСР.
З червня 1987 року — персональний пенсіонер союзного значення в Москві.
У 1988—1991 роках — консультант при правлінні Промислово-будівельного банку в Москві.
Помер 29 січня 1992 року. Похований на Кунцевському цвинтарі Москви.

## Нагороди і звання
- два ордени Леніна (1980)
- два ордени Трудового Червоного Прапора
- медалі
- двічі Державна премія СРСР (1970, 1979)